# Молдованджи Алі-паша
Молдованджи Алі-паша (тур. Moldovancı Ali Paşa; пом. 1773, Текірдаг) — османський державний діяч, який обіймав посаду великого візира Османської імперії протягом чотирьох місяців і одного дня з 12 серпня 1769 року по 12 грудня 1769 року під час правління Мустафи III.

## Життєпис
Народився в селі Соркун району Дадай міста Кастамону. У молодості приїхав до Стамбула. Влаштувався на роботу в кар'єр Бостанчі. Він був хоробрим і отримав прізвисько «Молдованджи» через деякі свої оборудки в Бурсі. Потім його відправили до Пловдива вже як хасекі-ага (елітна охорона). У березні 1761 року він став Бостанчибаші (голова служби безпеки Османів).
У травні 1762 року отримав чин візира і був призначений бейлербеєм Румелії. Згодом був бейлербеєм еялетів: Боснії у 1762/1763 роках, Діярбакир у 1766/1767 роках, Анатолії, Конья у квітні 1767 року, Адана у 1768/1769 роках, а потім Марашу. У 1768 році, під час Османсько-російської війни, він виконував обов'язки командувача армії як сераскер Бендер. У 1769 році був призначений комендантом Ясси. У липні 1769 року призначений сераскером Хотина. Перебуваючи на цій посаді, він розбив російську армію, що обложила Хотин, і відтіснив її назад.
16 серпня 1769 року Ягликчізаде Мехмед Емін-паша був звільнений з посади великого візира, а на його місце був призначений Молдованджи Алі-паша з титутом «serdar-ı ekrem» (найшляхетніший головнокомандувач). Однак російські війська вдруге атакували, але цього разу османська армія під його командуванням зазнала поразки під час облоги Хотина. Через цю невдачу 12 грудня 1769 року він був звільнений як з посади великого візира, так і від титулу «serdar-ı ekrem». Замість нього великим візиром і «serdar-ı ekrem» був призначений Івазаде Халіл-паша.
Після звільнення Молдованджи Алі-паша був засланий до Геліболу. У 1770 році він був помилуваний і призначений головою фортеці Седдюльбахір і сераскером Босфору. 7 липня 1770 року був учасником Чесменської битви, де флот Османської імперії зазнав поразки від російського флоту під командуванням британського радника адмірала Джона Елфінстоуна.
З Чанаккале він підтримав успішну висадку та контратакувальну операцію Джезаїрлі Ґазі Гасан-паші проти російського флоту, що обложив Лемнос (4 серпня-22 жовтня 1770 року), яка завершилася поразкою і відходом росіян.
У зв'язку з похилим віком у лютому 1772 року він був відправлений у відставку та переїхав до Текірдага . У цьому місті він помер у 1773 році.

## Оцінка
Зазначається, що Молдованджи Алі-паша був хоробрим, самовідданим і старанним.